# Bisdom Moulins

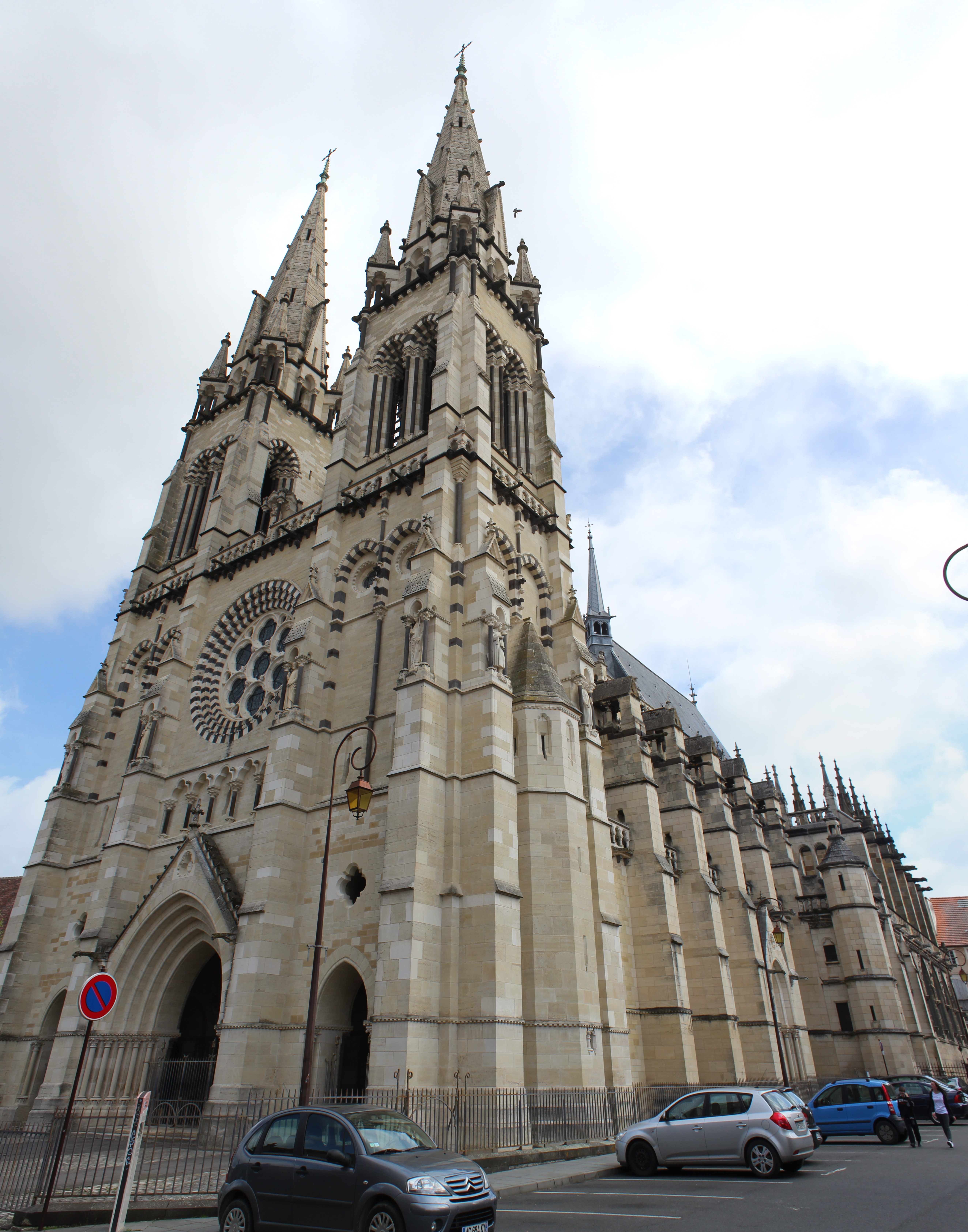
De kathedraal Notre-Dame van Moulins

Het bisdom Moulins (Latijn: Dioecesis Molinensis, Frans: Diocèse de Moulins) is een rooms-katholiek bisdom in Frankrijk met als bisschopszetel Moulins. Het werd opgericht in 1822 en is suffragaan aan het aartsbisdom Clermont. Het bisdom is 7.381 km² groot en omvat het grondgebied van het departement Allier.
In 2021 telde het bisdom ongeveer 199.000 katholieken op een totale bevolking van 333.000 (60%). Het bisdom telde toen 45 diocesane priesters en 23 permanente diakens die 18 parochies bedienden. Het bisdom telt drie stedelijke centra, Vichy, Montluçon en Moulins, en is voor de rest landelijk.

## Geschiedenis

Het bisdom Moulins

Het bisdom werd opgericht in 1822 maar de geschiedenis van de Katholieke Kerk in Allier is veel ouder. Onder het ancien régime viel het grondgebied van Allier onder de aartsbisdommen Clermont en Bourges, en in mindere mate onder de bisdommen Autun en Nevers. De stad Moulins zelf viel onder het bisdom Autun. Al in de 17e eeuw werden door de hertogen van Bourbon en door het stadsbestuur van Moulins initiatieven genomen om een eigen bisdom te krijgen, maar tevergeefs. In april 1788 kwam er een nieuw initiatief, ditmaal van koning Lodewijk XVI, maar de Franse Revolutie kwam tussen voor het verzoek door paus Pius VI kon worden behandeld.
In het kader van de Constitution Civile kreeg elk nieuw opgericht departement een eigen bisdom. Het bisdom Allier kende twee consitutionele bisschoppen: François-Xavier Laurent (1791-1793) en Antoine Butaux-Dupoux (1797-1801). Door het Concordaat van 1801 werd het bisdom Allier afgeschaft en kwam het departement onder een nieuw, groot aartsbisdom Clermont. In 1817 werd beslist tot de oprichting van een bisdom Moulins, maar door parlementaire oppositie ging dit voorlopig niet door. Pas eind 2022 kwam er een pauselijke bul die vervolgens door de koning werd bekrachtigd. Het nieuwe bisdom werd suffragaan aan het aartsbisdom Sens en de Notre-Dame van Moulins werd verheven tot kathedraal. De eerste bisschop werd Antoine de Pons de La Grange.
In de 19e eeuw werd ingezet op de uitbouw van structuren en de oprichting van een priesterseminarie. Er kwamen nieuwe kloosters en katholieke scholen. In 1923, bij het eeuwfeest van het bisdom, werd de vergrote kathedraal ingehuldigd. In de tweede helft van de 20e eeuw werd het bisdom sterk getroffen door de secularisatie en kreeg het ook te maken met de algemene krimp en veroudering van de bevolking. In de jaren 1990 werden de 319, vaak landelijke parochies teruggebracht tot 60. In de volgende vijftien jaar werd dit aantal verder herleid naar 18. In 2002 verhuisde het bisdom naar de kerkprovincie Clermont.

## Bisschoppen
- Antoine de Pons de La Grange (1823-1849)
- Pierre-Simon-Louis-Marie de Dreux-Brézé (1850-1893)
- Auguste-René-Marie Dubourg (1893-1906)
- Émile Lobbedey (1906-1911)
- Jean Baptiste Étienne Honoré Penon (1911-1926)
- Jean-Baptiste-Auguste Gonon (1926-1942)
- Georges-Clément-Joseph-Edouard Jacquin (1942-1956)
- Francis-Albert Bougon (1956-1975)
- André Quélen (1975-1998)
- Philippe Barbarin (1998-2002)
- Pascal Roland (2003-2012)
- Laurent Percerou (2013-2020)
- Marc Beaumont (2021-)

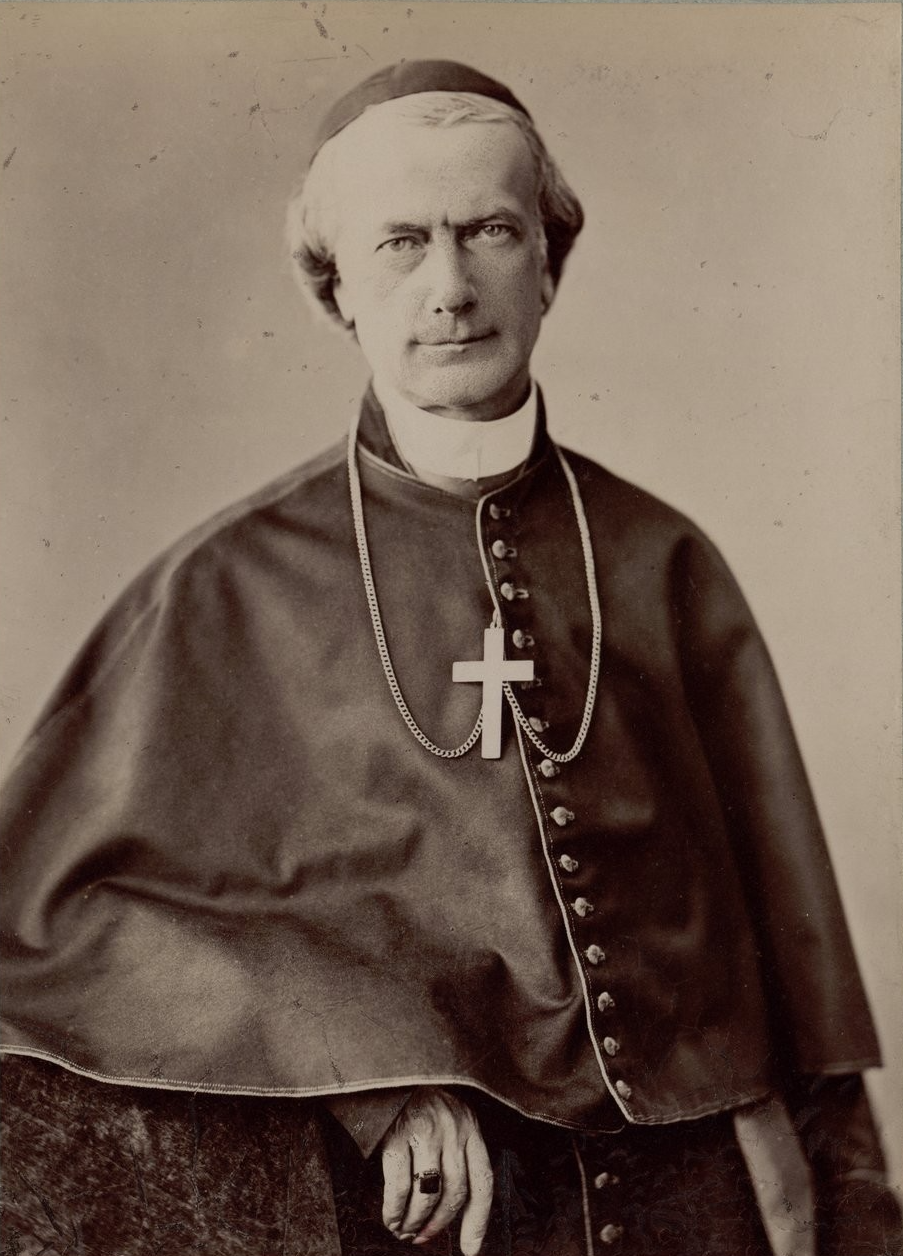
Pierre-Simon-Louis-Marie de Dreux-Brézé
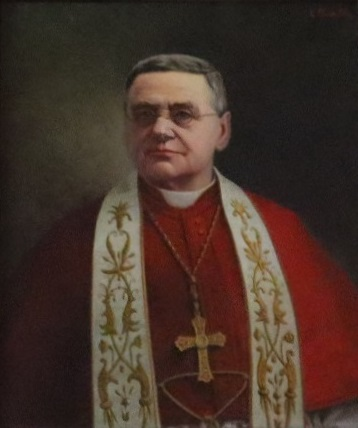
Auguste-René-Marie Dubourg
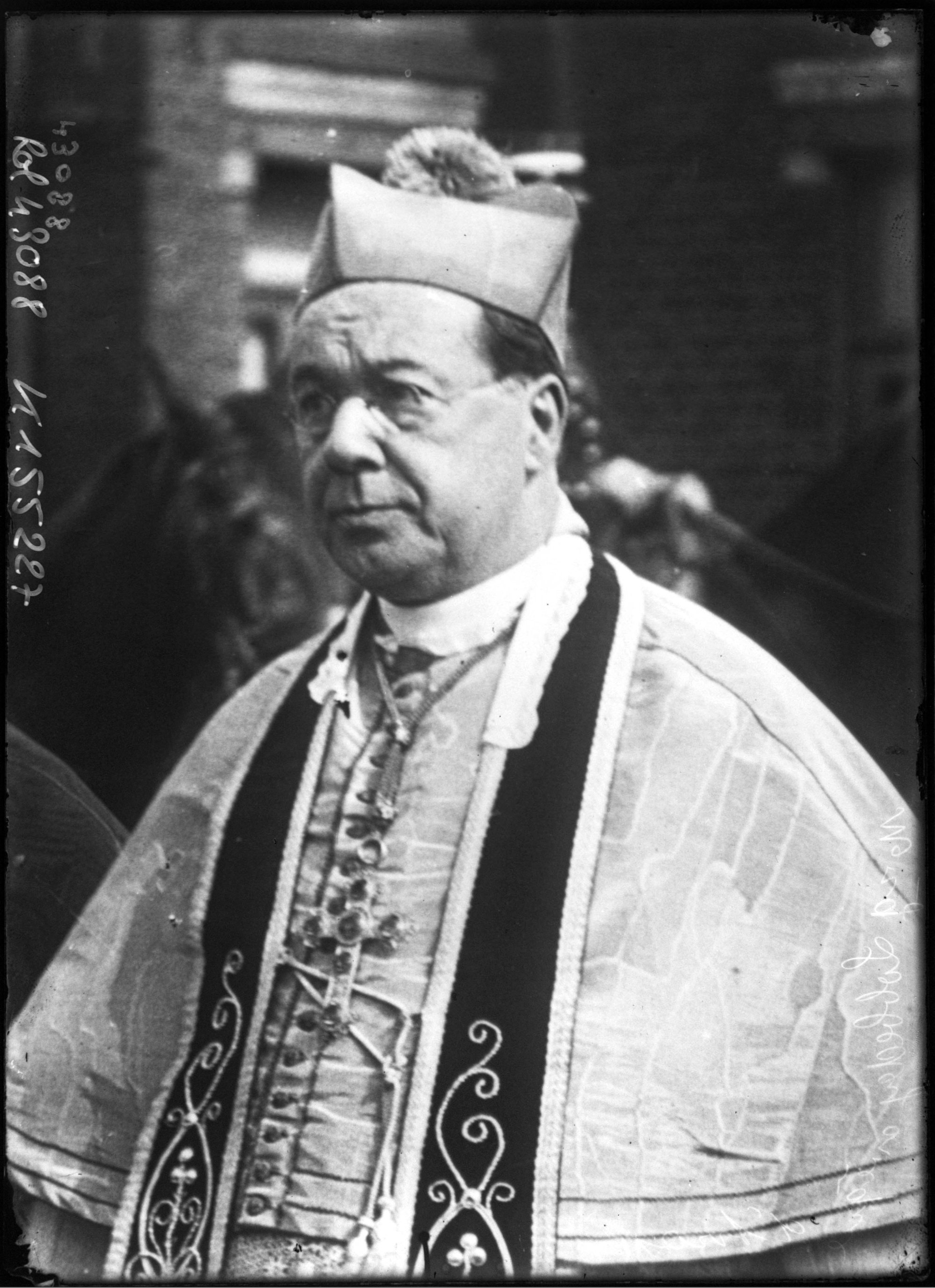
Émile Lobbedey
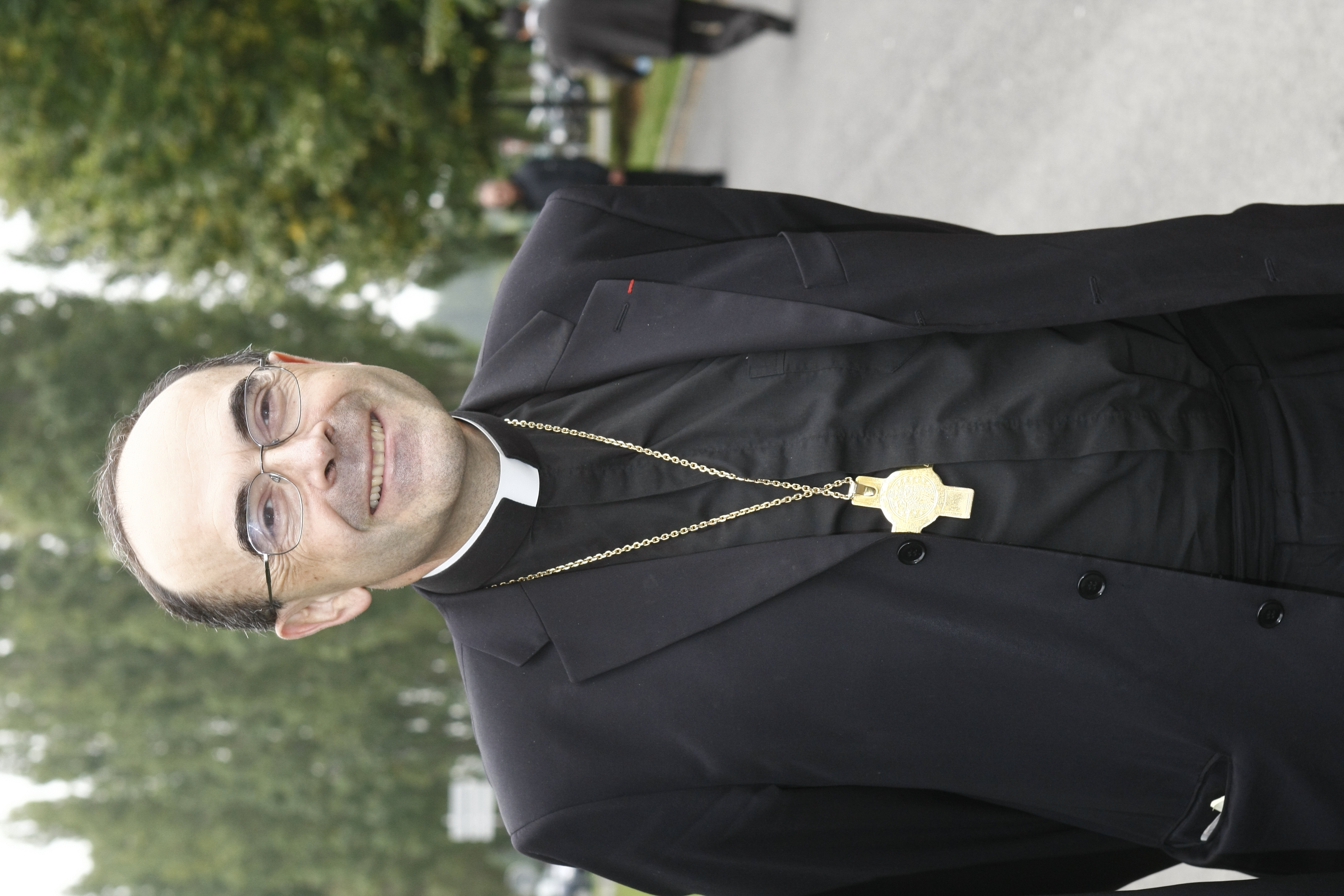
Philippe Barbarin
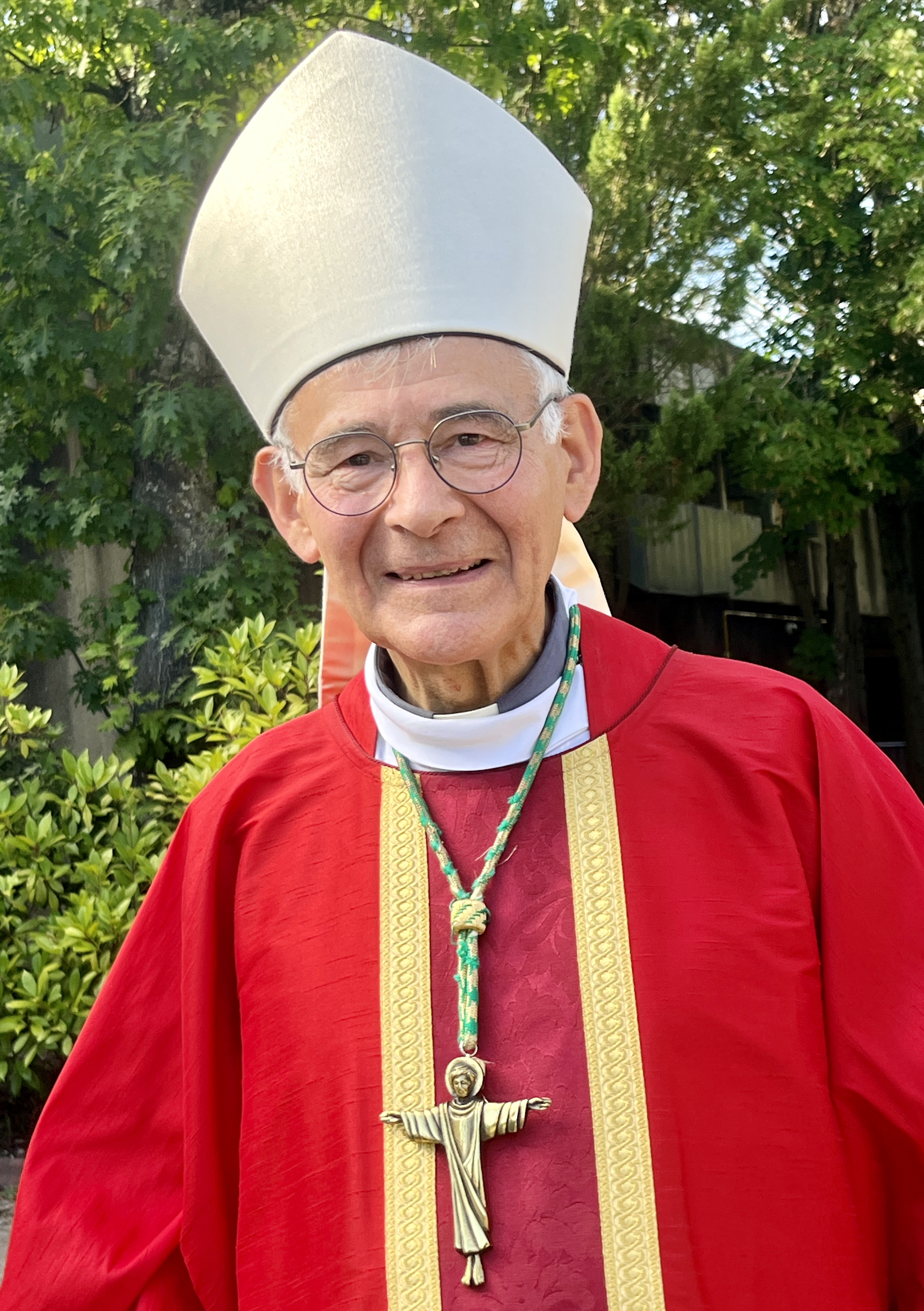
Pascal Roland
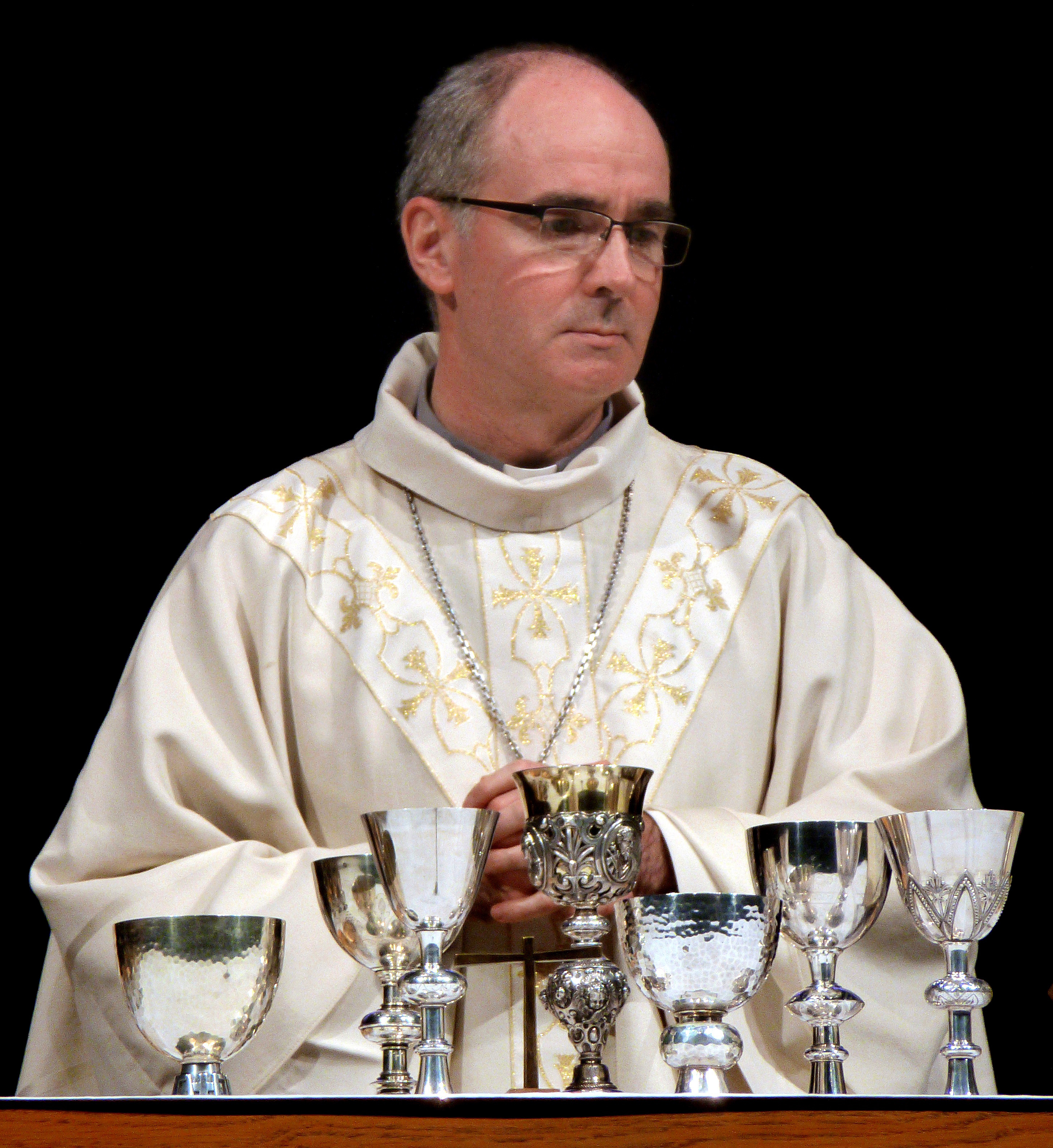
Laurent Percerou